# Károlyi Mihály Magyar–Spanyol Tannyelvű Gimnázium
A Károlyi Mihály Magyar–Spanyol Tannyelvű Gimnázium (spanyolul: Instituto de Enseñanza Bilingüe Húngaro-Español Károlyi Mihály) Budapest egyik középiskolája a XIX. kerületben. A HVG 2017-es rangsora alapján Magyarország 60. legjobb középiskolája.

## Fekvése
Budapest XIX. kerületében a Simonyi Zsigmond utca 33. alatt található, az M3-as metróvonal végállomása (Kőbánya-Kispest)  közelében.

## Története
A gimnázium 1987-ben fogadta első diákjait, a magyar-spanyol kéttannyelvű oktatás azonban csak egy évvel később, 1988-ban kezdődött 72 diákkal. A két tanítási nyelvű csoportok száma egyre nőtt. 1999-ben az intézmény áttért a teljes kéttannyelvű oktatásra. Jelenleg 3 osztály működik évfolyamonként: angol haladó, német kezdő, orosz kezdő. A matematikát, fizikát, történelmet és földrajztudományt részben spanyolul tanítják.

## Képzései
Ötéves  képzésben részesülnek az ide jelentkező tanulók, az oktatás 0. évvel, úgynevezett nyelvi előkészítővel indul, melynek során heti 18-20 órában alaposan elsajátítják a spanyol nyelvet, hogy utána az 1. évtől egyes tantárgyak (matematika, fizika, történelem, földrajztudomány) részben a célnyelven legyenek taníthatók.

### Felvehető tanulók száma
A Károlyi Mihály Magyar–Spanyol Tannyelvű Gimnáziumba 9. évfolyamra 108 főt vesznek fel, amely az alábbiak szerint oszlik meg:
- 01 – angol haladó csoportok (4 csoport): 72 fő
- 02 – német kezdő csoport (1 csoport): 18 fő
- 03 – orosz kezdő csoport (1 csoport): 18 fő